# إيك أتكينسون
إيك أتكينسون (بالإنجليزية: Ike Atkinson)‏ هو مهرب مخدرات أمريكي، ولد في 19 نوفمبر 1925 في غولدزبورو في الولايات المتحدة، وتوفي في 11 نوفمبر 2014.